# Marktwachstum
Marktwachstum (englisch market growth) ist in der Wirtschaftswissenschaft die absolute oder relative Zunahme des Marktvolumens in einem bestimmten Markt innerhalb eines feststehenden Zeitraums.

## Allgemeines
Marktwachstum ist eine positive Marktentwicklung, die zu einer zunehmenden Marktgröße führt. Das Marktwachstum (Steigerung des Absatzes im Gesamtmarkt), das Marktvolumen (Gesamtabsatz im Markt) und das Marktpotenzial (der mögliche Absatz) können den Marktteilnehmern Informationen über die zu erwartende Wettbewerbsintensität liefern. Denn auf einem wachsenden Markt bestehen eher Expansionsmöglichkeiten als in stagnierenden Märkten, weil die Nachfrage steigt und ein über den Preis geführter Verdrängungswettbewerb (Preiswettbewerb) eher unwahrscheinlich ist. Deshalb ist die Wettbewerbsintensität auf wachsenden Märkten geringer als auf stagnierenden.
Das relative Marktwachstum spielt in der BCG-Matrix eine wichtige Rolle, denn an ihm und dem relativen Marktanteil wird die Einordnung von Produkten/Dienstleistungen als „Stars“ (Marktwachstum und Marktanteil hoch), „Fragezeichen“ (englisch question mark; Marktwachstum hoch, Marktanteil niedrig), Cashcows (Marktwachstum niedrig, Marktanteil hoch) oder „arme Hunde“ (englisch poor dog; Marktwachstum und Marktanteil niedrig) gemessen.

## Ermittlung
Das relative Marktwachstum wird durch die Wachstumsrate als die relative Zunahme in einem Zeitraum ermittelt. Die diskrete Marktwachstumsrate {\displaystyle g} ist die Änderung eines von der Zeit {\displaystyle t} abhängigen Markts {\displaystyle M(t)} zwischen zwei Zeitpunkten {\displaystyle t_{0}} und {\displaystyle t} relativ zu ihrem Ausgangswert {\displaystyle M(t_{0})}:
{\displaystyle g={\frac {M(t)-M(t_{0})}{M(t_{0})}}}.
Speziell zeigt das daraus abgeleitete Marktwachstum die positive (oder negative) Entwicklung des Marktvolumens oder Absatzvolumens in einem bestimmten Zeitraum im Vergleich zur identischen Vorperiode.
{\displaystyle {\text{Marktwachstum}}={\frac {\text{zusätzliches Marktvolumen}}{\text{Marktvolumen der Vorperiode}}}\,\cdot 100\,\%}
Übersteigt das Umsatzwachstum eines einzelnen Anbieters das Marktwachstum auf diesem Markt, so steigen die relativen Marktanteile dieses Anbieters und umgekehrt.

## Marktentwicklung
Das Marktwachstum kann die Marktentwicklung beeinflussen. Es kann ein Indikator für die Attraktivität eines Absatzmarktes sein und deshalb als Entscheidungsgrundlage für neue Investoren dienen, in diesen Markt einzusteigen. Mit Marktwachstum entfaltet sich nicht nur Raum für zusätzliche Anbieter, sondern es kann auch eine Veränderung der Marktstrukturen eintreten. So kann aus einem Monopol ein Oligopol oder gar ein Polypol entstehen. Auch Unternehmensgründungen können zum Marktwachstum beitragen, wenn sie Produktinnovationen anbieten und neue Fertigungsverfahren anwenden. Dieses Wachstum dürfte auch die Überlebenswahrscheinlichkeit von Gründern erhöhen, weil neue Betriebe in eine wettbewerbsfähige Betriebsgröße hineinwachsen können, ohne den etablierten Anbietern wesentliche Marktanteile abnehmen zu müssen. Ein geringes Marktwachstum zieht eine große Aktivität, eine hohe Reaktionsgeschwindigkeit und eine geringe Reaktionszeit der Anbieter nach sich und umgekehrt. Wird das vorhandene Marktpotenzial unter sonst gleichbleibenden Bedingungen ausgeschöpft, tritt Marktwachstum ein. Ein Wachstumsmarkt ist durch überdurchschnittliches Marktwachstum gekennzeichnet, sein Gegensatz ist der Schrumpfmarkt.